# Enrique Correa Labra
Enrique Correa Labra (Talca, 11 de diciembre de 1906-3 de enero de 1993) fue un abogado y juez chileno.

## Familia y estudios
Nació en Talca el 11 de diciembre de 1906, hijo de Ángel María Correa Correa y Hortensia Labra Vargas. 
Estudió Derecho en la Universidad de Chile y egresó en 1928, jurando como abogado ante la Corte Suprema el 13 de noviembre de 1928. También ejerció la docencia, impartiendo la cátedra de Derecho Procesal en la Universidad de Chile, sede Valparaíso.
Contrajo matrimonio con Aída Vivanco Gooycolea, tuvo cinco hijas, Gloria, Lilian, Patricia, María Cecilia y María Ximena.
De entre sus nietos 4 son abogados: Cristián Patricio Estrada Correa, es socio fundador de un despacho de derecho de empresa; Gonzalo Enrique Pérez Correa, es Fiscal Judicial de la Corte de Apelaciones de Talca; Macarena Fernanda Iriarte Correa, ejerce docencia y derecho privado en Valparaíso; y María Ximena Olmos Correa, litigante especializada en derecho administrativo.

## Carrera judicial
Tras finalizar sus estudios universitarios, se dedicó al ejercicio libre la profesión de abogado durante un año, posteriormente ingresó a la judicatura comenzando su carrera judicial en la ciudad de Chanco, como secretario del Juzgado de Letras de dicha ciudad. Asimismo, desempeñó los cargos de secretario del Juzgado de San Carlos (1929 a 1937), juez de Maullín (1937 a 1939), juez del Primer Juzgado de Letras de Osorno (1939 a 1942) y juez del Primer Juzgado de Letras de Valdivia (1942 a 1946).
Fue ministro de las Cortes de Apelaciones de Valdivia (1946 a 1951), Chillán (1951 a 1953) y Valparaíso (1953 a 1971), y luego llegó a serlo de la Corte Suprema, el 11 de enero de 1971, nombrado por el presidente Salvador Allende. En ese rol, participó en el Tribunal Constitucional y Consejo Nacional de Televisión, entre otras instituciones. Entre los años 1991 y 1993 fue nombrado presidente de la Corte Suprema.
Falleció en el ejercicio del cargo por un enfisema pulmonar el 3 de enero de 1993, y fue enterrado en el Cementerio Santa Inés, en la ciudad de Viña del Mar, junto con su cónyuge.
- Datos: Q5833192